# 혜량
혜량(惠亮: fl. 551)은 6세기 경의 신라의 승려이다.

## 생애
본래 고구려 출신으로 신라 대아찬(大阿飡) 거칠부(居柒夫)와의 인연으로 신라에 귀화하여 승통(僧統)이 되었다. 진흥왕(재위 540~576)의 명을 받아 처음으로 백고좌 강회(百高座講會) · 팔관회(八關會)를 주재하였는데, 이는 이후에 이들 법회들이 국가적으로 행해지게 되는 기원이 되었다.

## 참고 문헌
- 이 문서에는 다음커뮤니케이션(현 카카오)에서 GFDL 또는 CC-SA 라이선스로 배포한 글로벌 세계대백과사전의 내용을 기초로 작성된 글이 포함되어 있습니다.